# دنیل هرمان
دنیل هرمان (کرواتی: Danijel Hrman؛ زادهٔ ۷ اوت ۱۹۷۵) بازیکن فوتبال اهل کرواسی بود.
از باشگاه‌هایی که در آن بازی کرده‌است می‌توان به باشگاه فوتبال دینامو زاگرب، باشگاه فوتبال واراژدین، باشگاه فوتبال تیرانا، باشگاه فوتبال هایدوک اسپلیت، و باشگاه فوتبال اسپارتاک مسکو اشاره کرد.
وی همچنین در تیم ملی فوتبال کرواسی بازی کرده‌است.